# Arantia manca
Arantia manca är en insektsart som beskrevs av Bolívar, I. 1906. Arantia manca ingår i släktet Arantia och familjen vårtbitare. Inga underarter finns listade i Catalogue of Life.